# System76
System76是一家总部位于美國科罗拉多州丹佛市的电脑制造商 ，從事销售笔记本、台式机和服务器。该公司支持自由和开源软件，提供Ubuntu或他们自己基于Ubuntu修改的Linux发行版Pop! OS作为预装操作系统。
System76由Carl Richell和Erik Fetzer创立。2003年，Fetzer注册了域名system76.com，準備在該網站销售预装Linux操作系统的电脑。这个想法直到两年后才得以实现。